# Téléscaphe

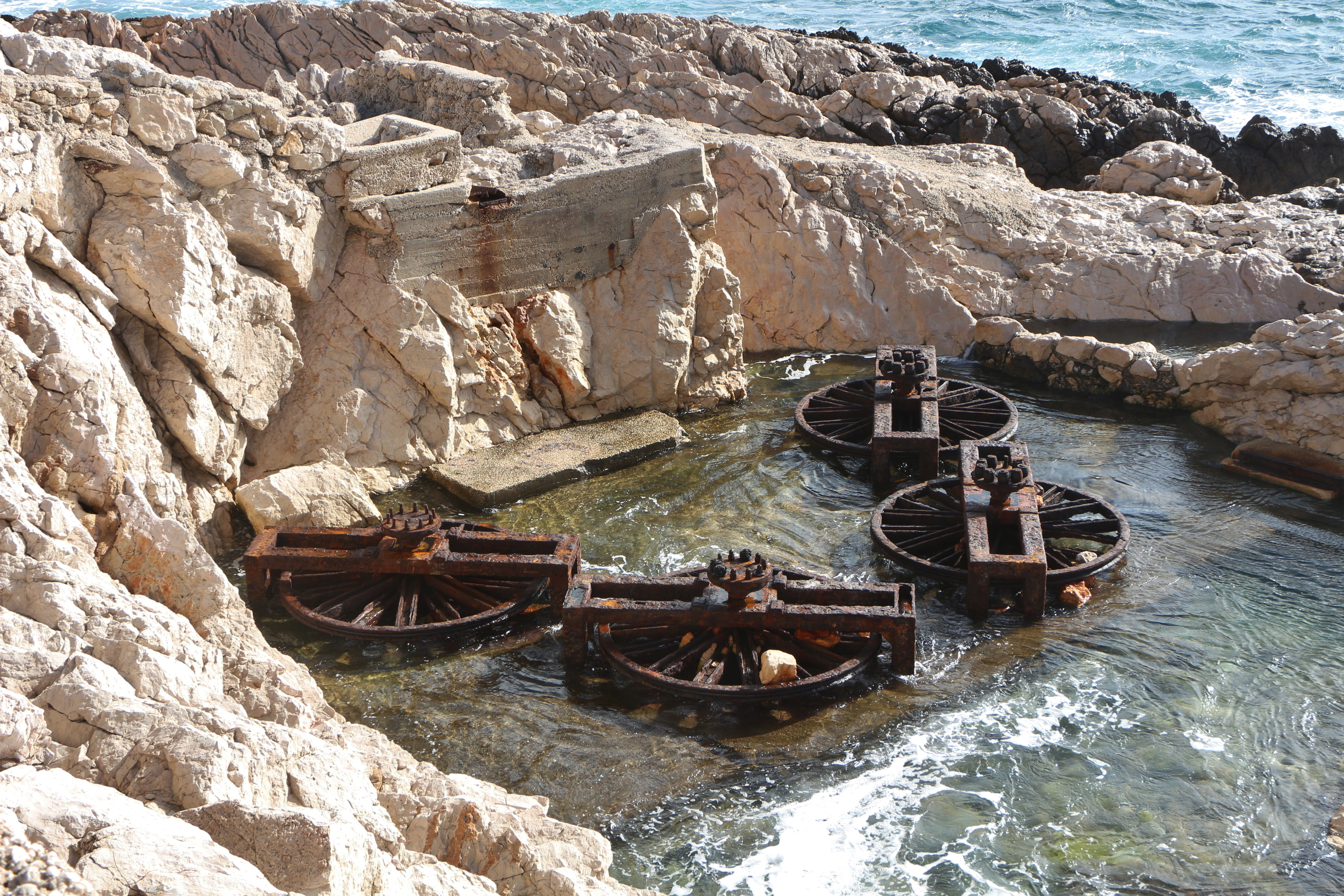
Überreste des Téléscaphe aus 1967: Fundament und Seilscheiben (2008)

Die Téléscaphe (französisch), auch Téléscaphe de Callelongue, war eine Seilbahn, bei der man mit den Seilbahnkabinen wie mit einem U-Boot ins Meer untertauchen konnte. Téléscaphe ist ein Kofferwort aus „téléphérique“ (deutsch Pendelbahn) und „scaphandre“ (deutsch Tieftauchanzug siehe dazu Skaphander).
Die im Juni 1967 eingeweihte Anlage lief in einer Mittelmeerbucht zwischen den Stadtteilen Les Goudes und Callelongue von Marseille (8. Arrondissement (Marseille) Frankreich).
Der französische Skirennläufer James Couttet und der Seilbahnkonstrukteur Denis Creissels hatten die Idee, den Meeresboden für die breite Öffentlichkeit zugänglich zu machen. Der Aufbau in der Bucht begann im Jahr 1966 und wurde mit Hilfe der Stadt Marseille und der École des Ponts ParisTech realisiert.
Zwei Kabinen nahmen je 4 Personen auf. 
Für einen Betrag von 12 französischen Franc konnten Gäste auf einer 500 m langen Strecke zehn Minuten lang 10 m tief untertauchen und die Unterwasserwelt betrachten. Pro Stunde konnten etwa 60 Personen transportiert werden. Nach der Tauchfahrt wurde den Teilnehmern ein Zertifikat ausgestellt.
Die Téléscaphe war nur ein Jahr – bis Mai 1968 – in Betrieb und wurde wegen einiger Unfälle und damit verbundener (Reparatur-)Kosten durch eine politische Entscheidung stillgelegt. Überreste, wie etwa die Antriebsräder, sind heute noch zu sehen.